# COSMODE
『COSMODE』（コスモード）はインフォレスト株式会社から発行されていた、隔月刊のコスプレ雑誌。原則偶数月3日発売。
ここでは、株式会社シムサム・メディアから発行されている『COSPLAY MODE』（コスプレイモード）についても解説する。

## 概要
2002年9月に英知出版株式会社でムックとして1号を発行。当初は季刊ムックだったが、2007年7月にインフォレスト株式会社に移籍し、通巻25号（2009年1月号）から雑誌創刊した。インフォレストの突然の事業停止に伴い、通巻57号（2014年5月号）を以って事実上の廃刊となった。
発売元をファミマ・ドット・コムとするCOSPLAY MODE（8月2日発売）は新創刊の雑誌であり、COSMODEが雑誌（号数など）として移行したものではない。しかしながら、カメラマンやライターを含め、編集スタッフも全く同じである。雑誌コードを新たに取得し直し、その際に同名（COSMODE）では重複してしまうので、誌名を一部変更した。
2016年7月号から発行・発売元は株式会社シムサム・メディアに移行している。

## 主な内容
アニメやマンガを原作としたコスプレのHow toに特化した専門誌である。毎号コスプレ衣装や造形物の型紙が付録として付いている。汎用性のあるノウハウのほか、特定のキャラクターを彷彿とさせるものや、版権元の監修の入ったメイクや衣装を紹介する企画もある。
表紙および誌面の被写体に芸能人やプロのモデルが起用されることは極めて少なく、現役のコスプレイヤーを読者モデルとして採用している。ただし、編集部の方針により、男性の女装が掲載されるケースは非常に少ない。
衣装製作やカメラに特化した別冊「仮想衣装」「CAMECOS（カメコス）」の他、メイクに特化した別冊「COSMAKEMODE（コスメイクモード）」増刊「COSnap!（コスナップ）」、姉妹誌「COSMODE THE NATION」などの関連雑誌・ムックが同編集部から不定期で発行されている。
写真コーナーは、コミックマーケットと同日開催の「となりでコスプレ博（となコス）」については、掲載数が非常に多いことから、冬では3月号・5月号、夏では11月号・1月号の2号にわたって掲載される。また、SNSのCureやコスプレイヤーズアーカイブで読者の写真投稿を募っている。
日本以外では「COSMODE USA」（ブロッコリーUSA）2009年1月に発売された他、「COSMODE Tailand」（アニメイトグループ）が2010年より隔月刊で刊行されている。
2016年9月から英語版COSPLAYMODEの電子書籍（アプリケーション）もダウンロード販売されている。